# Ulleskelf
Ulleskelf est un village et une paroisse civile du Yorkshire du Nord, en Angleterre. Il est situé dans le sud du comté, à environ six kilomètres au sud-est de Tadcaster et à une quinzaine de kilomètres au sud d'York, dans la vallée de la Wharfe. Au moment du recensement de 2011, il comptait 980 habitants et au recensement de 2021, il comptait 1 221 habitants.

## Toponymie
Ulleskelf est un nom d'origine scandinave désignant « la corniche d'Ulfr », avec le vieux norrois skjalf ou le vieil anglais scelf suffixé à un nom de personne scandinave. Le village figure dans le Domesday Book sous le nom d'Oleschel.

## Transports
La gare d'Ulleskelf est desservie par trois lignes de chemin de fer : la Dearne Valley Line (en), la Hull to York Line (en) et les York and Selby Lines (en).